# NGC 3469
NGC 3469 ist eine Balken-Spiralgalaxie vom Hubble-Typ SBab im Sternbild Becher am Südsternhimmel. Sie ist schätzungsweise 200 Millionen Lichtjahre von der Milchstraße entfernt.
Das Objekt wurde am 7. Mai 1836 von John Herschel entdeckt.